# Человек, который не пожимал рук
Человек, который не пожимал рук (также Человек, который никому не подавал руки) (англ. The Man Who Would Not Shake Hands) — рассказ американского писателя Стивена Кинга, впервые опубликованный в 1981 году в антологии Чарльза Гранта Shadows 4, и вошедший в 1985 году в авторский сборник «Команда скелетов» (англ. Skeleton Crew).

## Сюжет
Рассказ написан в виде истории, рассказанной стариком Джорджем Грегсоном (англ. George Gregson ) в Нью-Йорке, в таинственном Клубе, в компании знакомых, от лица одного из которых ведётся повествование.
Однажды, за шестьдесят пять лет до этого, в 1919 году, Грегсон и трое его друзей собрались играть в покер, но у них не хватало одного игрока. Рассказывая про это, Джордж говорит, что Стивенс (англ. Stevens ) — на вид ещё не старый человек, исполняющий в Клубе обязанности швейцара и бармена, уже тогда был здесь, на что сам Стивенс отвечает, что это невозможно и это, конечно, был его дедушка, при этом загадочно улыбаясь.
Тогда в далеком прошлом Грегсон с друзьями пригласили за игровой стол незнакомца, которого звали Генри Броуер (англ. Henry Brower ). У того была странная особенность: он категорически отказывался пожимать руки, сославшись на некую фобию, приобретённую им в Индии. В процессе игры Броуер выиграл крупную сумму. Один из друзей Грегсона, Дэвидсон (англ. Davidson ), раздосадованный проигрышем, схватил Броуера за руку. Тот разозлился, закричал и убежал, не забрав выигрыш. Джордж догнал его и спросил о причине такого поведения, на что Генри ответил, что он проклят. Броуер подозвал к себе бродячего пса, тот неожиданно послушался и подошёл, тогда Генри пожал ему лапу и скрылся. Через какое-то время, Грегсон нашёл собаку мёртвой.
На следующий день Грегсон стал наводить справки о Броуере с целью найти его и отдать выигрыш. От знакомого Генри, некоего Реймонда Грира (англ. Raymond Greer ), Джордж узнал, что в Бомбее по вине Броуера погиб мальчик, после чего его отец, местный дервиш, проклял Генри за это, сказав, что всё живое, до чего тот дотронется, погибнет. В тот же день Дэвидсон неожиданно умер от коронарного тромба.
Позднее Грегсон продолжил поиски Броуера, и узнал, что он умер, пожимая себе одну руку другой. Грегсон сделал вывод, что Броуер таким образом совершил самоубийство. Заканчивая рассказ, Джордж сообщил, что случай с Броуером помог ему преодолеть собственную депрессию, ведь на его примере он увидел, что есть люди в значительно худшей ситуации, чем он.